# Celem systemu jest to, co robi
Celem systemu jest to, co robi, nie to, co twierdzi, że robi - to heurystyka myślenia systemowego, logiczna paremia sformułowana przez Stafforda Beera, który zauważył, że „nie ma sensu twierdzić, że celem systemu jest robienie tego, czego ciągle nie robi”.
Termin ten jest szeroko stosowany przez teoretyków systemów i jest ogólnie przywoływany w celu przeciwstawienia się poglądowi, że cel systemu można odczytać z intencji tych, którzy go projektują, obsługują lub promują. Gdy skutki uboczne lub niezamierzone konsekwencje systemu ujawniają, że jego zachowanie jest słabo rozumiane, wówczas perspektywa ta może zrównoważyć polityczne rozumienie zachowania systemu z bardziej bezpośrednim opisowym spojrzeniem.

## Pochodzenie terminu
Stafford Beer ukuł ten termin i używał go wielokrotnie w wystąpieniach publicznych. W swoim przemówieniu na Uniwersytecie w Valladolid w Hiszpanii w październiku 2001 roku powiedział:

Według cybernetyków, celem systemu jest to, co robi. Jest to podstawowe dictum. Jest to oczywisty fakt, który stanowi lepszy punkt wyjścia w poszukiwaniu zrozumienia niż znane atrybucje dobrych intencji, uprzedzeń dotyczących oczekiwań, osądu moralnego lub zwykłej ignorancji okoliczności.

## Zastosowania
Z cybernetycznego punktu widzenia złożone systemy nie są kontrolowane przez proste pojęcia zarządzania, a interwencje w system można najlepiej zrozumieć, patrząc na to, jak wpływają one na obserwowane zachowanie systemu. Termin ten jest również używany w wielu innych dziedzinach, w tym w biologii i zarządzaniu. Podczas gdy cybernetyk może zastosować tę zasadę do wyników nieuchronnie generowanych przez mechaniczną dynamikę systemu aktywności, naukowiec zajmujący się zarządzaniem może zastosować ją do wyników generowanych przez własny interes aktorów, którzy odgrywają role w biznesie lub innej instytucji.